# La Genevroye
La Genevroye is een gemeente in het Franse departement Haute-Marne (regio Grand Est) en telt 26 inwoners (2009). De plaats maakt deel uit van het arrondissement Chaumont.

## Geografie
De oppervlakte van La Genevroye bedraagt 3,0 km², de bevolkingsdichtheid is dus 8,7 inwoners per km².
De onderstaande kaart toont de ligging van La Genevroye met de belangrijkste infrastructuur en aangrenzende gemeenten.

## Demografie
Onderstaande figuur toont het verloop van het inwonertal (bron: INSEE-tellingen).